# Patrick Sabongui
Patrick Sabongui, född 9 januari 1975 i Montréal, är en kanadensisk skådespelare.
Sabongui har bland annat medverkat i filmerna Hello, Goodbye and Everything in Between och Power Rangers. I TV-serien The Hunting Party spelade han CIA-agenten Jacob Hassani.

## Filmografi (i urval)
- 2012 – This Means War
- 2017 – Power Rangers
- 2019 – Kim Possible
- 2022 – Hello, Goodbye, and Everything in Between
- 2025 – The Hunting Party (TV-serie)